# Raseiniai
Raseiniai anhörenⓘ (deutsch Raseinen; früher Rossienie / Rossieny) ist eine Stadt und Verwaltungssitz der gleichnamigen Rajongemeinde in Litauen nahe der Autobahn Kaunas-Klaipėda gelegen. In der Gemeinde bildet es einen eigenen städtischen Amtsbezirk (miesto seniūnija).

## Geschichte
Die erste bekannte Erwähnung von Raseiniai stammt aus dem Jahr 1253. Hier befand sich ein Dominikanerkloster, dessen Kirche Mariä Himmelfahrt erhalten ist. Während des Ersten Weltkriegs kam es bei Raseiniai im Juli 1915 zu schweren Kämpfen.
1941 kam es zur Panzerschlacht bei Raseiniai.
Vor der deutschen Besetzung 1941 lebten in Raseiniai ungefähr 2000 Juden, das war ein Drittel der Bevölkerung. Sie wurden ghettoisiert und im August 1941 in einem Massaker bei Girkalnis erschossen.

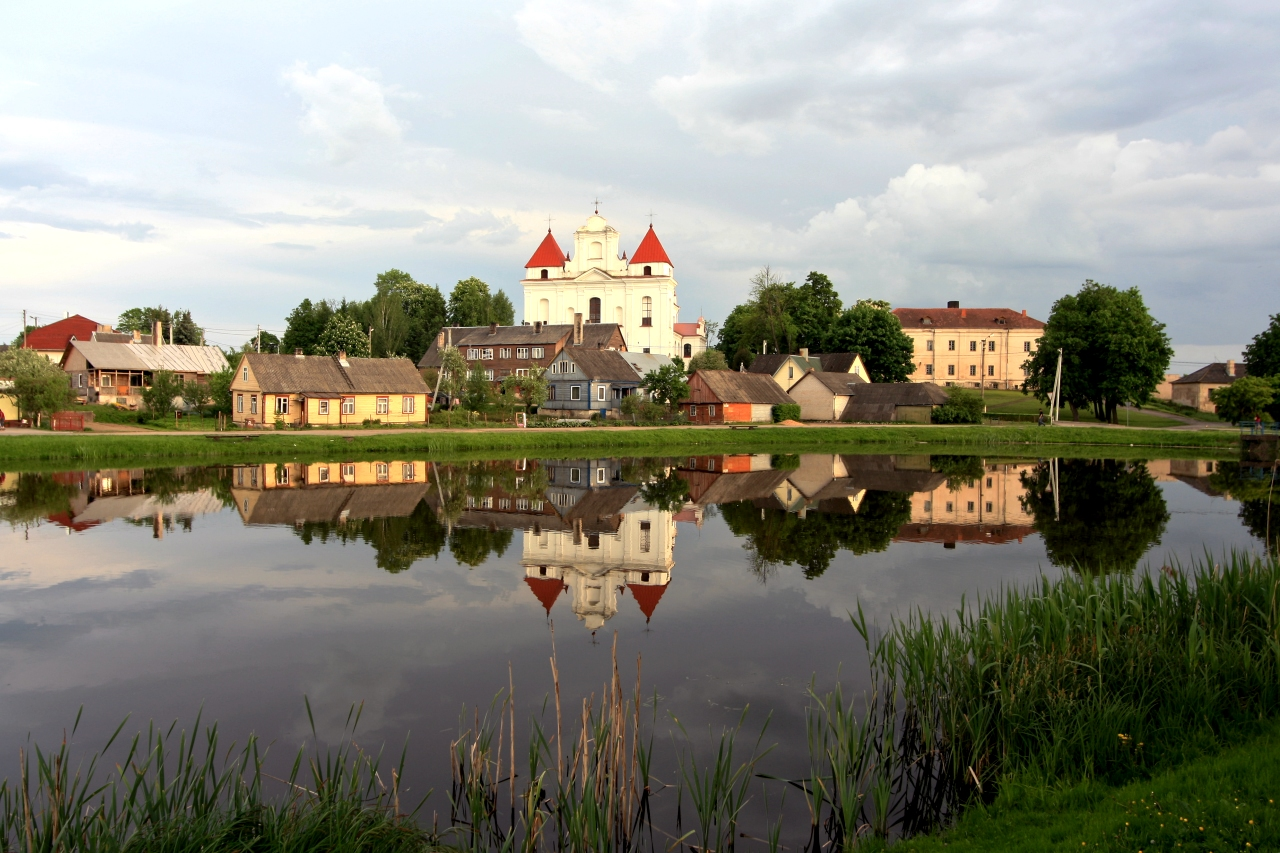
Stadtpanorama
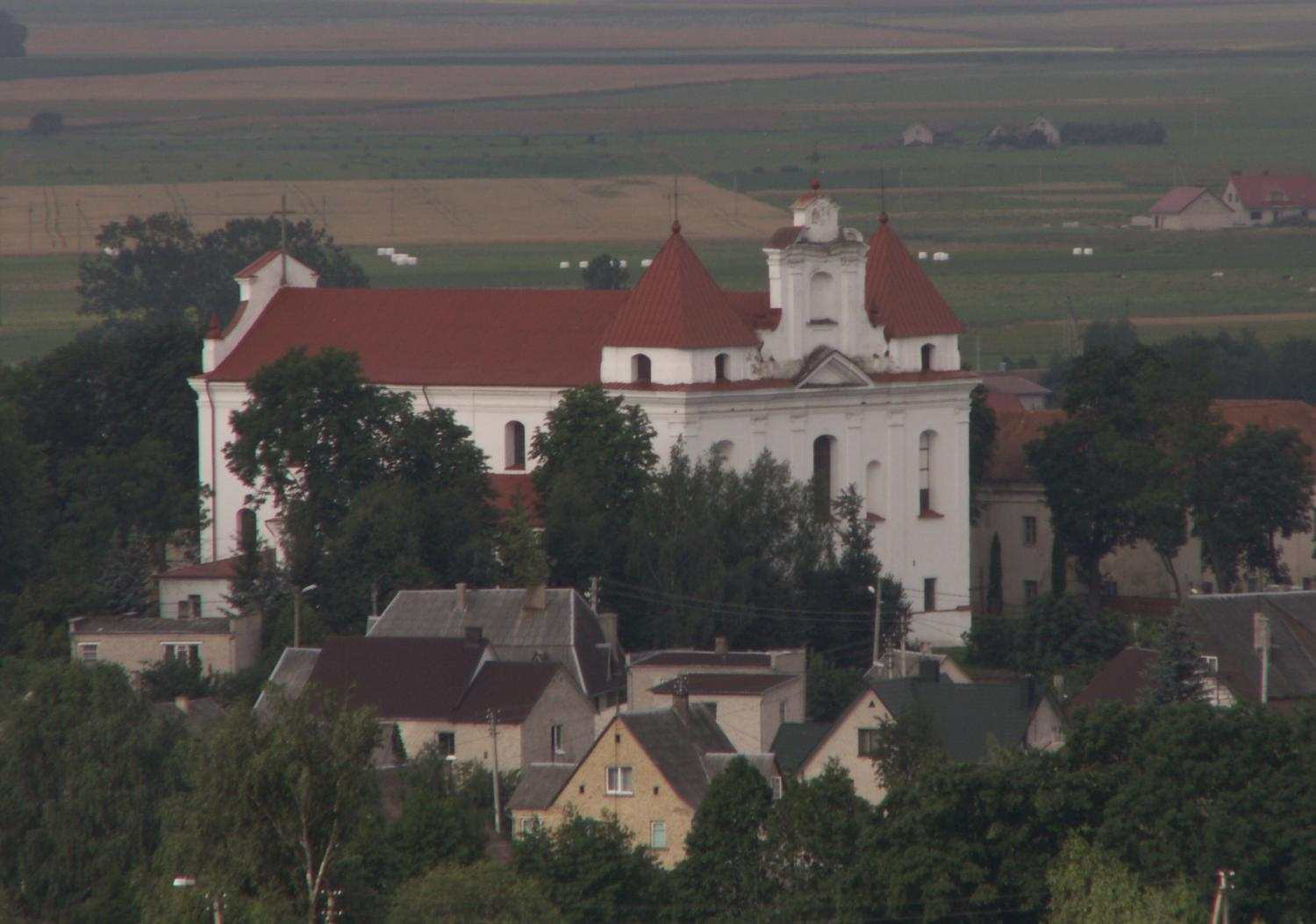
Kirche Mariä Himmelfahrt des einstigen Klosters aus dem 17. Jahrhundert
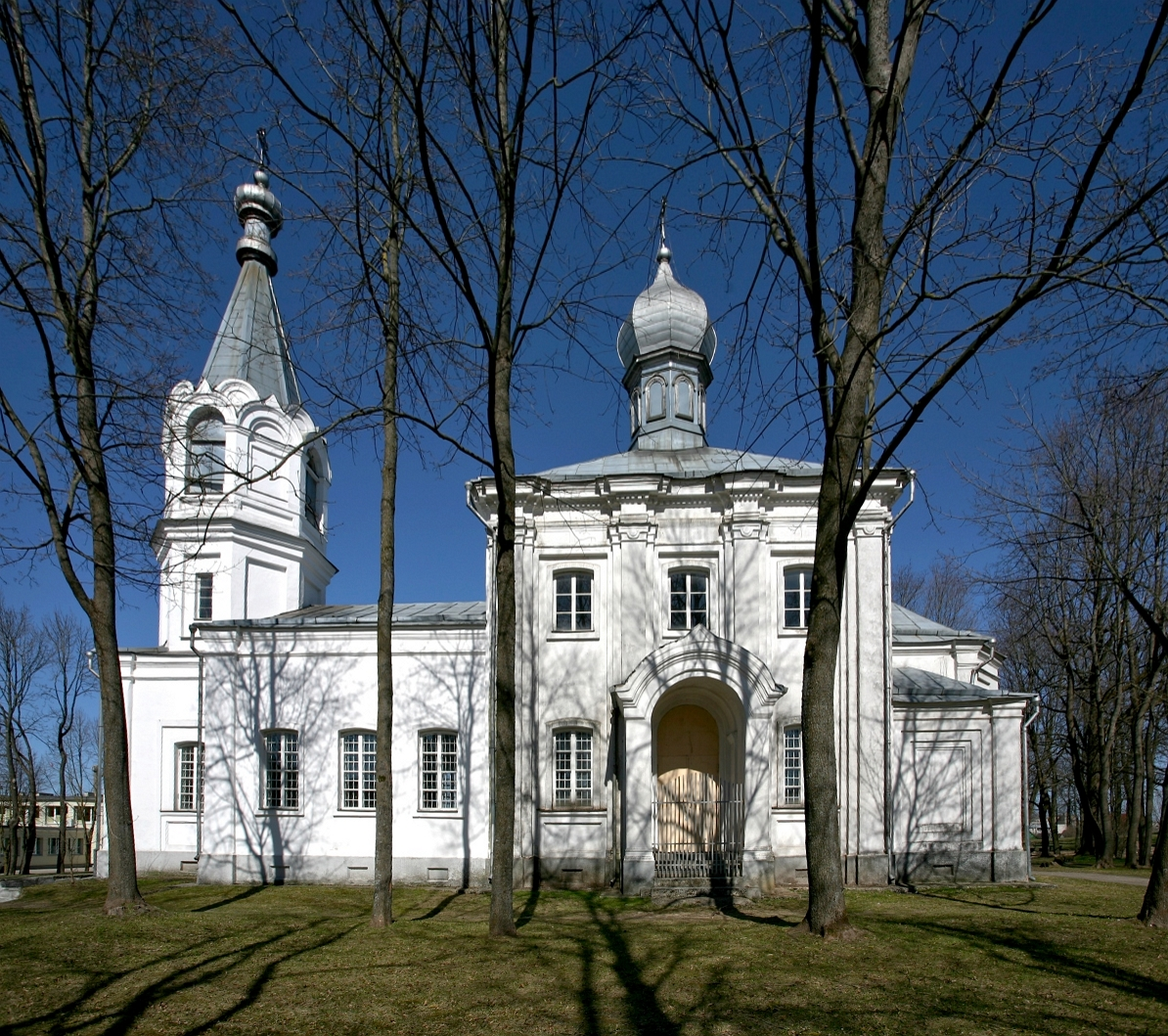
Orthodoxe Dreifaltigkeitskirche, erbaut von 1865 bis 1870
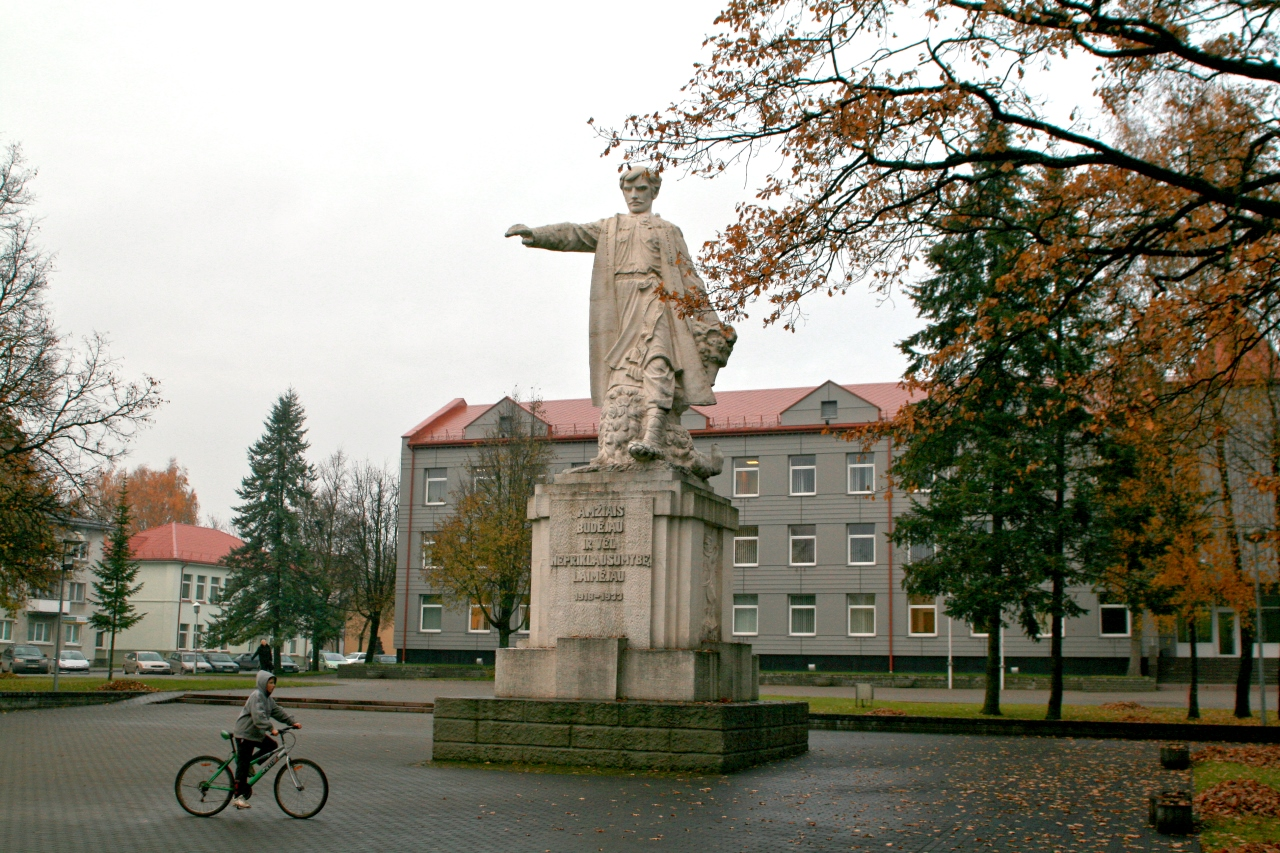
Skulptur „Žemaitis“ von Vincas Grybas in Raseiniai, 1934 erstellt

## Persönlichkeiten
- Ignati Schtschedrowski (1815–1870), russischer Maler
- Alexander Moses Lapidot (1819–1906), Rabbiner in Raseiniai
- Alexander Isaak Cemach (1882–1958), Mediziner und Hochschullehrer
- Simas Ramutis Petrikis (* 1942), Ingenieur und Politiker
- Vytautas Zigmas Vaitonis (1942–2020), Schachspieler
- Petras Čėsna (* 1945), Manager und Politiker
- Nijolė Sabaitė (* 1950), Leichtathletin
- Jonas Sąlyga (* 1954), Internist, Professor und Politiker
- Rimvydas Vaštakas (* 1960), Manager und Politiker
- Simas Bertašius (* 1993), Leichtathlet